# An Ozark Romance
An Ozark romance è un cortometraggio muto del 1918 di Alfred J. Goulding con Harold Lloyd.